# Jewhen Stachiw
Jewhen Stachiw (ur. 15 września 1918 w Przemyślu, zm. 26 stycznia 2014) – ukraiński działacz niepodległościowy, ukraiński nacjonalista, członek UPA.
Był działaczem ukraińskich organizacji szkolnych i młodzieżowych w Galicji Wschodniej, a następnie Organizacji Ukraińskich Nacjonalistów.
W 1938 przedostał się na teren Rusi Podkarpackiej, wstąpił do Siczy Karpackiej, gdzie zajmował się wywiadem. W marcu 1939 po likwidacji Karpato-Ukrainy dostał się do niewoli węgierskiej, z której zbiegł przez Słowację do Austrii.
W czasie II wojny światowej był żołnierzem Ukraińskiej Powstańczej Armii w Donbasie. 
Po wojnie wyemigrował do USA, gdzie działał w ukraińskim ruchu emigracyjnym m.in. jako wiceprezes Ukrainian American Coordinating Council.
W 2008 otrzymał Order Księcia Jarosława Mądrego IV klasy.
Był bratem Wołodymyra Stachiwa.